# Марыха
Мары́ха (Мара́; пол. Marycha, бел. Марыха, лит. Seina) — река в Польше, Белоруссии и Литве. Левый приток Чёрной Ганьчи. Приграничная река, образует границу Польши и Литвы, затем Литвы и Белоруссии.
Длина реки — 80,8 км, площадь бассейна — 432,4 км² (в границах Польши — 63,2 км и 409,8 км² соответственно). Высота устья — 90 м над уровнем моря.
Исток реки у деревень Романюки и Калиново Подляского воеводства Польши примерно в 4 км от границы с Литвой. Река течёт на юго-восток, протекает город Сейны (название города происходит от литовского имени реки) и многочисленные небольшие деревни. Протекает через ряд озёр, в том числе озеро Сейны возле одноимённого города и озеро Поможе рядом с селом Гибы. Нижняя часть течения проходит через Августовскую пущу. Долина реки широкая, в нижней части, в районе Августовской пущи — лесистая.
Неподалёку от польского местечка Будвець выходит на границу Польши и Литвы, ниже точки, где сходятся Польша, Литва и Белоруссия продолжает образовывать границу, на этот раз Литвы и Белоруссии. Около деревни Студянка отходит от границы, втекает на территорию Белоруссии и через несколько километров впадает в Чёрную Ганьчу западнее деревни Кадыш.
За несколько километров до устья принимает справа крупнейший приток — реку Шлямица.